# Wasserlungenschnecken
Die Wasserlungenschnecken (Basommatophora), genauer Wasserlungenschnecken i. w. S., gelten traditionell als Unterordnung der Lungenschnecken (Pulmonata). Sie kommen im Süßwasser und im marinen Bereich vor. Sie haben eine Lunge ausgebildet, die entweder Luft oder aber teilweise auch Wasser zur Atmung verwendet.
Verschiedene neuere Untersuchungen haben gezeigt, dass Wasserlungenschnecken i. w. S. kein natürliches Taxon sind, sondern eine paraphyletische Gruppe darstellen, weil sie nicht alle Nachkommen ihres letzten gemeinsamen Vorfahren enthalten. Sie werden daher in systematischen Darstellungen als Gruppe bezeichnet oder in Anführungszeichen geschrieben ("Basommatophora", "Wasserlungenschnecken i.w.S."). Allerdings gehören sämtliche echten einheimischen Vertreter zu einer monophyletischen Untergruppe, den Hygrophila (Wasserlungenschnecken i.e.S. oder Süßwasserlungenschnecken; siehe unter Systematik).

## Merkmale
Diese Unterordnung von überwiegend luftatmenden Lungenschnecken ist durch ein Paar Fühler, an deren Basis die Augen sitzen, charakterisiert. Daher die Bezeichnung Basommatophora, aus griechisch βάσις (basis) = Grundlage, ὄμμα (omma) = Auge und φέρω (phero) = ich trage. Einige Formen nehmen den Sauerstoff über die Körperoberfläche auf oder über Körperoberfläche und "Lungen". Sie besitzen mit Ausnahme der Familie Amphibolidae keinen Schalendeckel (Operculum). Die Gehäuse variieren von trocho- bis planispiral. Auch napfförmige Gehäuse kommen vor (Siphonariidae, Teichnapfschnecken, manche Tellerschnecken).

## Lebensraum und Verbreitung
Die Wasserlungenschnecken i. w. S. kommen weltweit vor. Sie leben einerseits im Süßwasser (insbesondere die Hygrophila), andererseits im Litoralbereich der Meere. In Mitteleuropa kommen vier Familien vor, die alle zugleich zu den Hygrophila zählen: Schlammschnecken (Lymnaeidae), Teichnapfschnecken (Acroloxidae), Tellerschnecken (Planorbidae) und Blasenschnecken (Physidae). Diejenigen Gattungen, die früher als eigenständige Familie "Ancylidae" geführt wurden, werden heute überwiegend zu den Tellerschnecken gestellt.
Die Vertreter der Siphonariidae haben sekundär das Meer besiedelt. Amphibola crenata (Gmelin, 1791) lebt im Spritzwasserbereich der Gezeitenzone oder im Marschbereich; sie kann als semiterrestrisch lebende Art bezeichnet werden und vermag auch während längerer Trockenphasen eingegraben im Schlamm zu überleben.

## Systematik
Die systematische Zuordnung der einzelnen Familien und Gattungen ist immer noch im Fluss und stabilisiert sich erst langsam. Die folgende Aufstellung folgt Jeffrey (2001) und insbesondere der von Bouchet & Rocroi (2005) vorgenommenen Unterteilung der "Wasserlungenschnecken im weiteren Sinne" in sechs Überfamilien und neun Familien, wovon eine Familie nur fossil beschrieben ist. Diese provisorische Großeinteilung geht auch weitgehend konform mit neueren molekulargenetischen Befunden.
Die eindeutige Auftrennung und Einordnung der Überfamilien der "Amphiboloidea" und der "Siphonarioidea" in monophyletische Taxa ist aber noch nicht möglich, weshalb sie provisorisch vor die Hygrophila gestellt werden. Für die Familie der Amphibolidae wird neuerdings eine Aufteilung in drei Familien vorgeschlagen, die Amphibolidae, die Phallomedusidae und die Maningrididae. Allerdings ist auch dies als provisorisch zu betrachten, da noch nicht alle Gattungen und Arten zugeordnet werden konnten, weshalb die folgende Zusammenstellung von dieser Aufteilung absieht.
Die Einordnung der †Acroreiidae wird infolge der Merkmalsarmut der erhaltenen Fossilien wohl grundsätzlich unsicher bleiben, solange nicht wesentlich bessere Fossilfunde bekannt werden.
- Gruppe "Basommatophora" ("Wasserlungenschnecken i.w.S.")

a) die folgenden zwei Überfamilien sind provisorisch hier eingeordnet und stellen möglicherweise paraphyletische oder polyphyletische Gruppen dar
- -     - 1. Überfamilie Amphiboloidea Gray, 1840
      - Familie Amphibolidae Gray, 1840; spiralige Schalen, Brackwasser der Südhemisphäre

    - 2. Überfamilie Siphonarioidea Gray, 1840
      - Familie Siphonariidae Gray, 1840; napfförmig, Gezeitenzone warmer Meere
      - † Familie Acroreiidae Cossmann, 1893; napfförmig, nur fossil (Kreide und Paläogen)

b) folgende vier Überfamilien bilden das monophyletische Taxon Hygrophila
- - Hygrophila A. Férussac, 1822 (Wasserlungenschnecken i. e. S., Süßwasserlungenschnecken)
    - 3. Überfamilie Chilinoidea Dall, 1870
      - Familie Chilinidae Dall, 1870; nur Südamerika
      - Familie Latiidae Hutton, 1882; nur Neuseeland

    - 4. Überfamilie Acroloxoidea Thiele, 1931
      - Familie Acroloxidae Thiele, 1931; napfförmig

    - 5. Überfamilie Lymnaeoidea Rafinesque, 1815
      - Familie Lymnaeidae Rafinesque, 1815

    - 6. Überfamilie Planorboidea Rafinesque, 1815
      - Familie Planorbidae Rafinesque; z. T. napfförmig (früher als "Ancylidae" zusammengefasst)
      - Familie Physidae Fitzinger, 1833

Bouchet & Rocroi (2005) verzichten in ihrer Klassifikation auf Kategorienbezeichnungen oberhalb der Überfamilie und lassen offen, wie die Hygrophila einzustufen sind. Die Hygrophila sind aber gemäß taxonomischem Usus am ehesten einer Teilordnung (Infraordo) gleichzusetzen. In der englischsprachigen Literatur werden die Hygrophila auch als „Higher Basommatophora“ bezeichnet.